# Ross 128

Distàncies de les estrelles més properes des de fa 20.000 fins a 80.000 anys en el futur. L'enfocament de Ross 128 està representat per la línia de color salmó clar.

Ross 128 és una nana roja situada a la constel·lació de la Verge del zodíac equatorial, prop de β Virginis. La magnitud aparent de Ross 128 és 11.13, la qual és massa feble per veure's a ull nu. Basat en els mesuraments de paral·laxi, la distància d'aquesta estrella respecte la Terra és de 10.89 anys llum (3.34 parsecs) convertitn-la en la dotzena estrella més propera al Sistema Solar. Va ser catalogada el 1926 per l'astrònom nord-americà Frank Elmore Ross.

## Propietats
Aquesta estrella de massa baixa té una tipus espectral d'M4 V, que la situa entre la categoria d'estrelles conegudes com a nanes roges. Té un 15% de la massa del Sol i un 21% del radi del Sol, però genera energia tan lentament que només té un 0,036% de la lluminositat visible del Sol, però la major part de l'energia la radiació de l'estrella és a la banda infraroja, amb la lluminositat bolomètrica igual al 0,35% de la solar. Aquesta energia s'està radiant des de l'atmosfera externa de l'estrella a una temperatura efectiva de 3.180 K. Això li dona el brillant resplendor de color taronja enrogit d'una estrella de tipus M.
Ross 128 és una estrella de disc antiga, el que significa que té una baixa abundància d'elements diferents de l'hidrogen i l'heli, el que els astrònoms designen la metal·lització de l'estrella i orbita a prop del pla de la Via Làctica. L'estrella no té un fort excés de radiació infraroja. Un excés d'infrarojos sol ser un indicador d'un anell de pols en òrbita al voltant de l'estrella.
L'any 1972, es va detectar una erupció de Ross 128. Es va observar que augmentava la brillantor en aproximadament la meitat de la magnitud de la banda ultraviolada U, tornant a la brillantor normal en menys d'una hora. A longituds d'ona òptica, els canvis de lluminositat eren gairebé indetectables. Es va classificar com una estrella fulgurant i es va donar la designació d'estrella variable FI Virginis. A causa de la baixa taxa d'activitat de la flamarada, es pensa que és una estrella evolucionada magnèticament. És a dir, hi ha alguna evidència que la frenada magnètica del vent estel·lar de l'estrella ha disminuït la freqüència de flamarades, però no el rendiment net.
Es van detectar variacions de brillantor que es deuen a la rotació de l'estrella i s'han detectat cicles magnètics similars al cicle solar. Aquestes variacions causen canvis de només unes mil·lèsimes de magnitud. El període de rotació es troba en 165.1 dies i la longitud del cicle magnètic és de 4.1 anys.
Ross 128 està orbitant per la galàxia amb una excentricitat de 0.122, fent que la distància del centre galàctic oscil·lés entre 26.8-34.2 kly (8,2-10,5 kpc). Aquesta òrbita aproparà l'estrella al Sistema Solar en el futur. L'enfocament més proper es produirà en aproximadament 71.000 anys, quan arribarà a 6.333 ± 0.085 i (1.911 ± 0.026 pc).

## Sistema planetari
| Companya (per ordre des de l'estrella) | Massa         | Semieix major (ua) | Període orbital (dies) | Excentricitat | Inclinació | Radi |
| -------------------------------------- | ------------- | ------------------ | ---------------------- | ------------- | ---------- | ---- |
| b                                      | ≥ 1,35±0,2 M⊕ | 0,0493±0,0017      | 9,8596±0,0056          | 0,036±0,092   | —          | —    |

### Ross 128-b
Ross 128 b és un exoplaneta de mida terrestre confirmat, probablement rocós, que orbita dins de la zona habitable interior de la nana roja Ross 128. És el segon exoplaneta potencialment habitable més proper, a una distància d'uns 11 anys llum; només Pròxima b està més a prop. L'exoplaneta es va trobar utilitzant dades de velocitat radial d'una dècada amb l'espectrògraf HARPS (Cercador de Planetes per Velocitat Radial d'Alta Precisió) a l'observatori La Silla. Ross 128 b és l'exoplaneta potencialment habitable més proper a una nana vermella i es considera un dels millors candidats per a l'habitabilitat. El planeta és només un 35% més massiu que la Terra, només rep un 38% més de llum solar i s'espera que sigui d'una temperatura adequada perquè l'aigua líquida existeixi a la superfície, si té una atmosfera. El planeta no transita per la seva estrella amfitriona, el que farà que la caracterització de l'atmosfera sigui molt difícil fins que no arribin telescopis més grans com l'European Extremely Large Telescope o el telescopi espacial James Webb.